# Крашенинников, Юрий Юрьевич
Ю́рий Ю́рьевич Крашени́нников (род. 19 декабря 1984, Ленинград) — российский футболист, игрок в пляжный футбол, нападающий; тренер. Трёхкратный чемпион мира (2011, 2013, 2021). Заслуженный мастер спорта России.

## Биография
Окончил 453 школу Выборгского района, первый тренер Лютер Сергей Александрович. Начинал играть в футбол в клубе «Зенит» у Вячеслава Булавина. Окончил футбольную школу «Московская застава», тренер Дмитрий Степанников. В пляжный футбол пришел в 2008 году. Выступал за клубы «TIM», » (Санкт-Петербург). С 2014 по 2022 года выступал за «Кристалл». С марта 2023 года выступает за КПФ «Саратов». Отец занимался боксом, мать — спортивной гимнастикой.
В 2009 году дебютировал в сборной России по пляжному футболу.
Приказом министра спорта № 66-нг от 21 декабря 2012 г. удостоен почётного звания — Заслуженный мастер спорта России.

## Достижения
Клубные
Чемпионат России по пляжному футболу
- Чемпион (8): 2011, 2012, 2015, 2016, 2018, 2019, 2021, 2022
- Серебряный призёр (3): 2009, 2014, 2017
- Бронзовый призёр (3): 2013, 2020, 2023

Кубок России по пляжному футболу
- Обладатель (9): 2011, 2012, 2013, 2015, 2017, 2018, 2019, 2020, 2021
- Серебряный призёр (1): 2010
- Бронзовый призёр (1): 2016

Суперкубок России по пляжному футболу
- Обладатель (2): 2011, 2018

Кубок европейских чемпионов
- Обладатель (4): 2013, 2014, 2015, 2021
- Серебряный призёр (1): 2018

Open Beach Soccer League
- Обладатель (1): 2015

Inter Cup
- Обладатель (): 2017, 2018
- Серебряный призёр (1): 2019
- Бронзовый призёр (1): 2022

Euro Winners Cup
- Обладатель (5): 2013, 2014, 2015, 2020, 2021

В сборной
Чемпионат мира по пляжному футболу
- Чемпион (3): 2011, 2013, 2021
- Бронзовый призёр Чемпионата мира (2): 2015, 2019

Кубок Европы по пляжному футболу
- Обладатель (2): 2010, 2012
- Бронзовый призёр (2): 2014, 2016;

Евролига по пляжному футболу
- Чемпион (5): 2009, 2011, 2013, 2014, 2017
- Серебряный призёр (2): 2012, 2019
- Бронзовый призёр (3): 2010, 2015, 2016

Межконтинентальный кубок по пляжному футболу
- Обладатель (4): 2011, 2012, 2015, 2021
- Серебряный призёр (3): 2013, 2014, 2018
- Бронзовый призёр (1): 2016

Пляжный футбол на Европейских играх 2015
- Чемпион (1): 2015

Пляжный футбол на Всемирных играх 2019
- Серебряный призёр (1): 2019

Личные
- MVP чемпионата России 2009 по пляжному футболу 2009;
- Лучший игрок сборной 2013[3].
- Лучший игрок Inter Cup 2010 года